# Gluó

Nom i càrrega elèctrica dels components de la matèria.

En física de partícules, i segons la cromodinàmica quàntica, s'anomena gluó al bosó de gauge mitjancer de la interacció forta. Aquesta interacció actua entre partícules amb càrrega de color, com són els quarks i els mateixos gluons. Això significa que els gluons poden interaccionar entre ells i, per tant, participen també en les interaccions fortes. Aquest és un fet característic que no es dona en la interacció dèbil o electromagnètica i que dificulta el seu tractament matemàtic. Malgrat això, aquesta característica ens porta a efectes nous molt interessants, com el confinament de color i la llibertat asimptòtica.
El mot gluon ‘gluó’, fou encunyat el 1962 pel físic teòric estatunidenc Murray Gell-Mann (1929-2019) i prové de l'anglès glue, ‘cola’. El 1979 es confirmà l'existència dels gluons mitjançant l'observació de la radiació dels gluons pels quarks en estudis de col·lisions de partícules d'alta energia al laboratori nacional alemany, el Deutsches Elektronen-Synchrotron (DESY), a Hamburg.

## Propietats generals

Representació d'un gluó als diagrames de Feynman.

Els gluons són bosons de gauge o intermediaris de massa nul·la, càrrega elèctrica nul·la i espín 1, se simbolitzen com g. Normalment un bosó vectorial té tres estats de spin, però per invariància de gauge un gluó només en té dos. La seva paritat intrínseca és negativa i l'isospin és zero. La teoria quàntica de camps requereix que invariàncies gauge no trencades tinguin bosons gauge de massa zero (experimentalment es limita la seva massa a uns quants MeV).

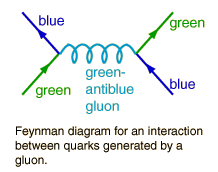
Diagrama de Feynman que explica la interacció entre un quark verd i un de blau que canvien de color com a conseqüència de l'intercanvi d'un gluó verd-antiblau.

Els gluons transmeten la interacció nuclear forta entre quarks. Així els quarks interactuen emetent i absorbint gluons, de la mateixa manera que les partícules carregades elèctricament interactuen mitjançant l'emissió i l'absorció de fotons.
Els quarks poden tenir tres diferents càrregues de color (blau, verd i roig) i en emetre o absorbir un gluó canvien de càrrega de color. Tanmateix, els gluons són més complexos que els fotons. Aquests no tenen càrrega elèctrica, però els gluons tenen càrrega de color, la qual cosa significa que interaccionen entre ells. Els gluons es presenten en vuit possibles estats de càrrega de color (verd-antiblau, blau-antiroig...) i, per això, poden acoblar-se a les càrregues de color de quarks i antiquarks. En tenir càrrega de color, els gluons no es poden aïllar i participen en els processos d'interacció nuclear forta acoblant-se també entre si, a més de ser els intermediaris de la interacció.
A diferència d'altres forces conegudes, la interacció entre quarks no disminueix amb la distància. Aquest comportament implica que és necessària una enorme quantitat d'energia per separar dos quarks, per exemple, el parell quark-antiquark que forma un mesó. Es crea una corda de gluons entre ells fins al punt que, en arribar a cert moment, és energèticament favorable la creació d'un nou parell quark-antiquark, de manera que l'estat final és de dos mesons, en lloc d'aconseguir quarks lliures. Aquest comportament és el que es denomina confinament dels quarks i fa que siguin inobservables directament.
Teòricament poden existir les anomenades bolles de gluons, que són partícules formades per dos o més gluons, sense presència de quarks. Tot i que existeixen alguns candidats a ser boles de gluons, fins al moment actual no s'han identificat experimentalment amb certesa, ja que els seus nombres quàntics coincideixen amb els dels mesons ordinaris.

## Confinament de color
Article principal: Confinament de color.
El confinament és el procés que fa que no puguem trobar partícules amb color. Partícules com els quarks formen doncs agrupacions de dos o tres quarks, forçades per la interacció forta (actualment s'ha descobert el pentaquark). D'aquesta manera observem partícules amb un color neutral, com per exemple protons, neutrons o pions, pertanyents a les famílies dels mesons i dels hadrons.
Ens els acceleradors de partícules, on intervenen grans energies, els quarks poden intervir en una col·lisió. Quan això passa i un quark se separa de la resta de la partícula original, la força que intenta retenir el quark, de la qual els gluons en són responsables, és constant. En aquest cas, l'energia augmenta linealment amb la distància i pot ser que sigui energèticament favorable crear un parell de quark/antiquark (creant un parell es conserva el nombre bariònic i el color). Un cop creat el parell i donat que s'ha fet servir ja part de l'energia disponible, és possible que els quarks es combinin per formar un nou mesó o hadró. En el cas que l'energia disponible encara sigui prou gran aquest procés pot continuar. Aquest procés s'anomena hadronització o fragmentació. Aquest efecte limita la distància d'acció de la interacció forta a uns 10-15 metres. D'aquesta manera, d'un quark extret d'una col·lisió, es pot crear un flux de partícules que s'anomenen jets.
El fet que els gluons interaccionin amb si mateixos fa els càlculs més difícils i per això es fan servir models aproximats. Un dels models amb més èxit és el model de Lund (en anglès Lund string model).

## Observacions experimentals
Quarks i gluons (colorejats) es manifesten fragmentant-se en més quarks i gluons, que alhora s'hadronitzen en partícules normals (incolores), correlacionades en dolls. Com es va revelar a les conferències d'estiu del 1978, el detector PLUTO al col·lisionador electró-positró DORIS (DESY) va produir la primera evidència que les desintegracions hadròniques de la ressonància molt estreta Υ(9.46) podien interpretar-se com a topologies de esdeveniment de tres raigs produïdes per tres gluons. Posteriorment, les anàlisis publicades pel mateix experiment van confirmar aquesta interpretació i també la naturalesa d'espín = 1 del gluó (vegeu també el record i els experiments PLUTO).
A l'estiu 1979, a energies més altes al col·lisionador electró-positró PETRA (DESY), de nou es van observar topologies de tres raigs, ara interpretades com bremsstrahlung de gluons qq, ara clarament visibles, per TASSO, MARK-J i els experiments PLUTO (posteriorment el 1980 també per JADE). La propietat d'espín = 1 del gluó va ser confirmada el 1980 per TASSO i els experiments PLUTO (vegeu també la ressenya). El 1991 un experiment posterior a l'anell d'emmagatzematge LEP al CERN va confirmar de nou aquest resultat.
Els gluons juguen un paper important en les interaccions fortes elementals entre quarks i gluons, descrites per QCD i estudiades particularment al col·lisionador electró-protó HERA a DESY. El nombre i la distribució del moment dels gluons al protó (densitat de gluons) han estat mesurats per dos experiments, H1 i ZEUS, als anys 1996-2007. La contribució del gluó a l'espí del protó ha estat estudiada per l'experiment HERMES en HERA. També s'ha mesurat la densitat de gluons al protó (quan es comporta hadrònicament).
El confinament de color es verifica pel fracàs de les cerques de quarks lliures (recerques de càrregues fraccionàries). Els quarks es produeixen normalment en parells (quark + antiquark) per compensar els números quàntics de color i sabor; no obstant això, a Fermilab s'ha demostrat la producció única de quark tops. No s'ha demostrat el glueball.
El deconfinament es va afirmar el 2000 al SPS del CERN a col·lisions d'ions pesats, i implica un nou estat de la matèria: plasma de quark-gluó, menys interactiu que en el nucli, gairebé com en un líquid. Es va descobrir al Col·lisionador Relativista d'Ions Pesats (RHIC) de Brookhaven en els anys 2004-2010 mitjançant quatre experiments simultanis. S'ha confirmat un estat de plasma de quark-gluó al CERN Gran Col·lisionador d'Hadrons (LHC) pels tres experiments ALICE, ATLAS i CMS en 2010.
El Continuous Electron Beam Accelerator Facility del Jefferson Lab, a Newport News, Virgínia, és una de les 10 instal·lacions del Departament d'Energia que investiguen sobre gluons. El laboratori de Virgínia competia amb una altra instal·lació, el Laboratori Nacional de Brookhaven, a Long Island (Nova York), pels fons per construir un nou col·lisionador d'ions d'electrons. El desembre de 2019, el Departament d'Energia dels Estats Units va seleccionar el Laboratori Nacional de Brookhaven per albergar el col·lisionador d'ions d'electrons.

## Per a més informació
- A. Ali and G. Kramer «JETS and QCD: A historical review of the discovery of the quark and gluon jets and its impact on QCD». European Physical Journal H, vol. 36, 2, 2011, pàg. 245–326. arXiv: 1012.2288. Bibcode: 2011EPJH...36..245A. DOI: 10.1140/epjh/e2011-10047-1.

- Cambridge Handout 8 : Quantum Chromodynamics - Particle Physics